# Chevrières (Loire)
Pour les articles homonymes, voir Chevrières.
Chevrières est une commune française située dans le département de la Loire en région Auvergne-Rhône-Alpes.
Le nom de Chevrières vient de Caprariis (mention au XIe siècle) qui signifie « lieu où on élève les chèvres ». La commune de Chevrières est délimitée par trois cours d'eau : la Coise (rivière), le Bilaise et la Gimond.

## Géographie

### Climat
Pour des articles plus généraux, voir Climat d'Auvergne-Rhône-Alpes et Climat de la Loire.
En 2010, le climat de la commune est de type climat des marges montargnardes, selon une étude du Centre national de la recherche scientifique s'appuyant sur une série de données couvrant la période 1971-2000. En 2020, Météo-France publie une typologie des climats de la France métropolitaine dans laquelle la commune est exposée à un climat de montagne ou de marges de montagne et est dans la région climatique Nord-est du Massif Central, caractérisée par une pluviométrie annuelle de 800 à 1 200 mm, bien répartie dans l’année.
Pour la période 1971-2000, la température annuelle moyenne est de 9,8 °C, avec une amplitude thermique annuelle de 16,5 °C. Le cumul annuel moyen de précipitations est de 831 mm, avec 9,4 jours de précipitations en janvier et 7,2 jours en juillet. Pour la période 1991-2020, la température moyenne annuelle observée sur la station météorologique de Météo-France la plus proche, « Grammond_sapc », sur la commune de Grammond à 4 km à vol d'oiseau, est de 10,2 °C et le cumul annuel moyen de précipitations est de 832,1 mm,. Pour l'avenir, les paramètres climatiques de la commune estimés pour 2050 selon différents scénarios d'émission de gaz à effet de serre sont consultables sur un site dédié publié par Météo-France en novembre 2022.

## Urbanisme

### Typologie
Au 1er janvier 2024, Chevrières est catégorisée commune rurale à habitat dispersé, selon la nouvelle grille communale de densité à sept niveaux définie par l'Insee en 2022.
Elle est située hors unité urbaine. Par ailleurs la commune fait partie de l'aire d'attraction de Saint-Étienne, dont elle est une commune de la couronne,. Cette aire, qui regroupe 105 communes, est catégorisée dans les aires de 200 000 à moins de 700 000 habitants,.

### Occupation des sols
L'occupation des sols de la commune, telle qu'elle ressort de la base de données européenne d’occupation biophysique des sols Corine Land Cover (CLC), est marquée par l'importance des territoires agricoles (86,1 % en 2018), en diminution par rapport à 1990 (86,9 %). La répartition détaillée en 2018 est la suivante : 
prairies (44,1 %), zones agricoles hétérogènes (36 %), forêts (11,2 %), terres arables (6 %), zones urbanisées (2,7 %). L'évolution de l’occupation des sols de la commune et de ses infrastructures peut être observée sur les différentes représentations cartographiques du territoire : la carte de Cassini (XVIIIe siècle), la carte d'état-major (1820-1866) et les cartes ou photos aériennes de l'IGN pour la période actuelle (1950 à aujourd'hui).

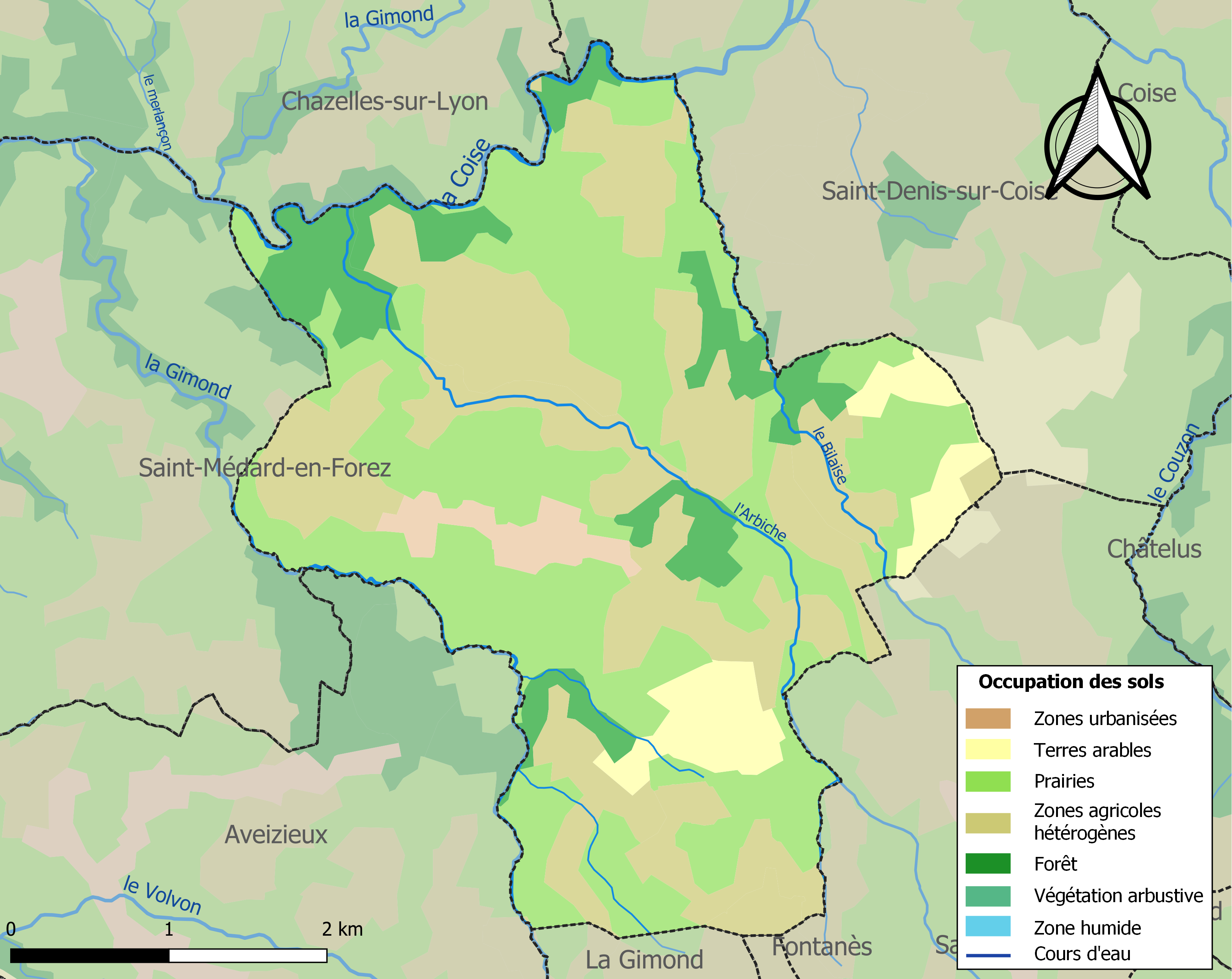
Carte des infrastructures et de l'occupation des sols de la commune en 2018 (CLC).

## Histoire
(février 2017).

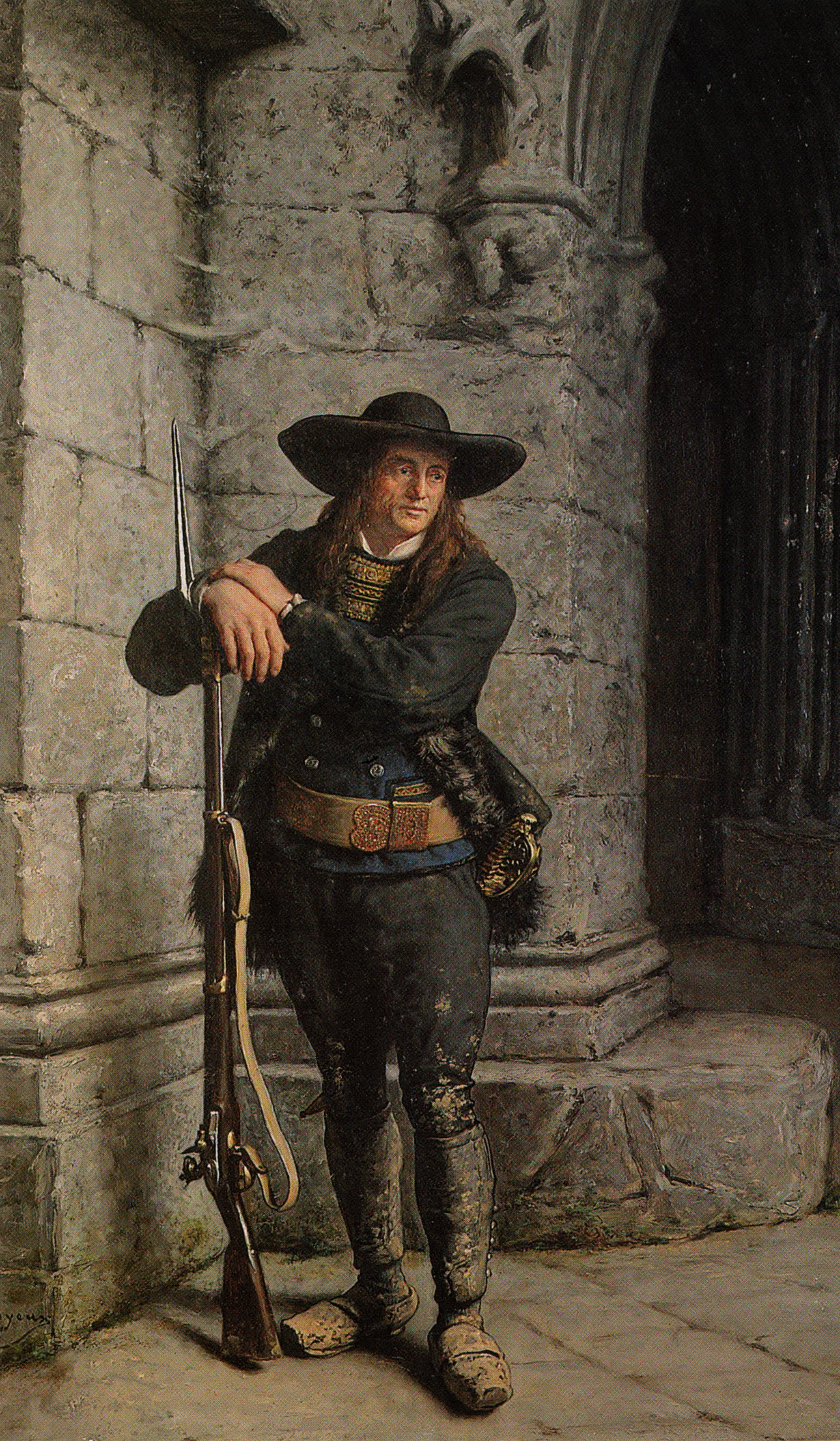
Sentinelle devant une église, Charles Loyeux, début du XIXe siècle, Collection musée d'art et d'histoire de Cholet.

Le passé antique de la commune est totalement inconnu, néanmoins des fragments de poteries et d'amphores de type Dressel ont été trouvés vers l'actuel cimetière, laissant supposer la présence d'une construction d'époque gauloise et/ou gallo-romaine dans les environs. Non loin de Chevrières furent trouvés au début du XXe siècle des objets datés de l'époque de la Tène ancienne et du Hallstatt (haches à talons, outils). Une ancienne voie commerciale secondaire empruntée au Moyen Âge, joignant la vallée Gier à Saint-Galmier, est connue pour traverser la Coise sur un gué à l'ouest du village.
Le village est cité dès le XIe siècle (Caprariis) ; son histoire est liée à celle de son château. Construit par la famille des Malvoisin vers 1198, le château de Chevrières passe au XIVe siècle à la famille Mitte de Chevrières en 1331, l’une des plus anciennes et des plus puissantes de la région. Il encerclait alors totalement le village. En 1465, les Mitte vont habiter leur château de Grézieu-le-Marché à la suite du saccage de leur château de Chevrières, ainsi que du village, par les soldats de Jean II, duc de Bourbon. En 1586, le village est ravagé par la peste. Au XVIe siècle, le château est reconstruit et en grande partie transformé par Louis II Mitte : il supprime presque tout ce qui servait de défense et lui donne le style Renaissance. En effet, Louis II Mitte, ami de Louis XII et de François Ier participe activement aux guerres d’Italie où il ressentira là-bas les premiers souffles de ce courant artistique. Le château est ensuite vendu plusieurs fois ; il appartient actuellement à la famille de Boissieu. Plus tard, les fortifications du château disparaissent, le bourg s’agrandit autour de l’église dont le parvis est transformé en place publique.

### "Le Roi de Chevrières"
L'abbé Charles Signerin retranscrit pour le centenaire de la Révolution l'histoire locale du "Roi de Chevrières", encore vivace aujourd'hui. Le texte est écrit à la gloire du Roi de Chevrières et de sa famille. En voici le résumé :
Durant la Révolution, Chevrières fut un centre de résistance royaliste en Forez.
Entre 1793 et 1798, pendant la Terreur, alors que l'on guillotine dans toute la France, Antoine Croizier, un fermier aisé de la Badouillère, surnommé le « Roi de Chevrières » notamment du fait de sa ressemblance physique avec Louis XVI, mais aussi par son envergure de chef, dirigeait une milice locale en rébellion avec la brutalité du nouveau régime vis-à-vis des noblesses locales et du clergé, qui peut être comparée dans une moindre mesure à la Chouannerie des régions du nord-ouest, sur la même période (à noter que la région de Chambles et Lézigneux servira aussi de refuge à des exilés tentant de rejoindre l'Atlantique pour fuir le pays).
Plus de 2 000 personnes plus ou moins recherchées (notables foréziens, lyonnais et d'autres provinces encore) trouveront refuge dans les environs de Chevrières. Le Roi de Chevrières mena une lutte héroïque contre les troupes républicaines qui seront régulièrement dépêchées pour imposer la République par la force armée.
Croizier donnait notamment asile aux proscrits, les arrachant aux exactions des soldats républicains, cachant ces exilés dans les grottes et souterrains des bois sur les collines de Montjassou et Chavarey (souterrains qui ne sont à l'heure actuelle toujours pas localisés), menait des opérations de guérilla sur les unités républicaines qui osaient s'aventurer dans les monts du Lyonnais, détruisait systématiquement les symboles de la jeune république tels les arbres de la liberté censés remplacer les calvaires chrétiens. Ainsi, plusieurs dizaines de gardes républicains seront abattus par les francs-tireurs royalistes lors d'actions contre ces symboles républicains ou lorsque les républicains tenteront de détruire des calvaires. Les représailles, fermes incendiées et exécutions sommaires, seront courantes. Le très revanchard et très zélé Claude Javogues, sorte de Robespierre local qui sera le commanditaire de dizaines de guillotinages durant toute la Terreur, ordonnera plusieurs incursions qui se révéleront autant d'échecs, parfois se finissant dans le sang. Javogue sera fusillé à Paris en 1796, dans le chaos post-révolutionnaire.
Durant plusieurs années, toute la région de Chevrières sera le théâtre de violentes escarmouches et d'embuscades meurtrières entre la milice royaliste et les troupes républicaines (les "bleus" révolutionnaires contre "les blancs" royalistes), à tel point que les républicains finiront par ne plus s'aventurer dans cette région, notamment après un épisode sanglant où treize soldats d'une compagnie dépêchés depuis Saint-Étienne tombent sous les balles de mousquets dans une embuscade dans le vallon de la Gimond.
Laissant de fait le terrain aux royalistes, la jeune république a par ailleurs fort à faire aux frontières et dans de nombreuses autres provinces, ce qui aura pour conséquence immédiate une bizarrerie locale au niveau des nouveaux cadastres issus de la Révolution… Chevrières sera alors appelée "la petite Vendée", les lois n'étant appliquées que partiellement, en particulier en ce qui concerne la religion (curé assermenté) et l'obligation faite de désacraliser l'église paroissiale.
Finalement, l'Assemblée Nationale sous la demande de la Convention nationale, inquiète de la tournure que prenait cette rébellion et pour éviter qu'elle ne fasse des émules (Lyon était elle aussi le fruit de troubles difficilement maîtrisés, les forces royalistes dont Croizier ont même tenté de se fédérer avec les Vendéens) ordonnera de mettre fin définitivement à cette révolte. La commune de Saint-Étienne forma un bataillon de plusieurs centaines d'hommes (la 105e demi-brigade d'infanterie de ligne) épaulé par des renforts de hussards de la cavalerie commandés par un certain Elie, et de pelotons de gendarmes venus de Montbrison, Feurs, Roanne, Chazelles et Lyon. S'ensuivit une bataille sanglante dans les bois près du château de Montuclas, qui servait de base arrière au Roi de Chevrières et qui sera saccagé par les hussards, puis des pillages et des rançonnages par les troupes républicaines (que la préfecture de Montbrison condamnera avec lenteur par la suite), et une chasse à l'homme qui dura plusieurs jours. Un gendarme sera tué durant l'assaut sur Montuclas d'un tir de mousquet royaliste, le commandant Elie sera lui aussi grièvement blessé.
Les royalistes sont vaincus ou se rendent, réalisant que la lutte est vaine devant la détermination affichée.
On ne connaît pas exactement le nombre de victimes de part et d'autre durant cette insurrection.
Ce qui est sûr c'est que la République devra attendre 1798 pour s'implanter dans les monts du Lyonnais, après avoir payé le prix fort.
Bien plus tard durant la Seconde Restauration, Louis XVIII, curieux de connaître ce singulier personnage, recevra le Roi de Chevrières et ses frères lors d'un mariage d'une de ses cousines à Tarare, et leur octroiera en remerciement de leur loyauté à la couronne une rente de 900 francs (somme rondelette pour l'époque). Il demandera par la suite régulièrement des nouvelles de "son cousin le Roi de Chevrières".
Néanmoins, cette rente fut supprimée à l'avènement de Louis-Philippe. Ruiné par cette aventure utopiste, le Roi de Chevrières fut obligé de céder son domaine.
Il meurt en 1825 à Saint-Étienne, dans la pauvreté.

## Politique et administration
Le maire sortant a été réélu aux élections municipales de 2014, seul représentant, avec un taux de participation de 58,83 %. 15 sièges sont pourvus dont 3 au conseil communautaire.
| Période                                  | Période                   | Identité                                        | Étiquette | Qualité |
| ---------------------------------------- | ------------------------- | ----------------------------------------------- | --------- | ------- |
| Les données manquantes sont à compléter. |                           |                                                 |           |         |
| mars 2008                                | En cours (au 28 mai 2020) | Norbert Dupeyron Réélu pour le mandat 2020-2026 |           |         |

## Démographie
L'évolution du nombre d'habitants est connue à travers les recensements de la population effectués dans la commune depuis 1793. Pour les communes de moins de 10 000 habitants, une enquête de recensement portant sur toute la population est réalisée tous les cinq ans, les populations de référence des années intermédiaires étant quant à elles estimées par interpolation ou extrapolation. Pour la commune, le premier recensement exhaustif entrant dans le cadre du nouveau dispositif a été réalisé en 2008.

En 2022, la commune comptait 1 155 habitants, en évolution de +5,29 % par rapport à 2016 (Loire : +1,32 %, France hors Mayotte : +2,11 %).
| 1793  | 1800  | 1806  | 1821  | 1831  | 1836  | 1841  | 1846  | 1851  |
| ----- | ----- | ----- | ----- | ----- | ----- | ----- | ----- | ----- |
| 1 500 | 1 063 | 1 264 | 1 423 | 1 454 | 1 380 | 1 409 | 1 423 | 1 456 |

| 1856  | 1861  | 1866  | 1872  | 1876  | 1881  | 1886  | 1891  | 1896  |
| ----- | ----- | ----- | ----- | ----- | ----- | ----- | ----- | ----- |
| 1 378 | 1 352 | 1 393 | 1 453 | 1 480 | 1 441 | 1 458 | 1 443 | 1 434 |

| 1901  | 1906  | 1911  | 1921 | 1926 | 1931 | 1936 | 1946 | 1954 |
| ----- | ----- | ----- | ---- | ---- | ---- | ---- | ---- | ---- |
| 1 372 | 1 380 | 1 296 | 923  | 914  | 935  | 900  | 854  | 826  |

| 1962 | 1968 | 1975 | 1982 | 1990 | 1999 | 2006 | 2008  | 2013  |
| ---- | ---- | ---- | ---- | ---- | ---- | ---- | ----- | ----- |
| 746  | 715  | 648  | 642  | 633  | 845  | 992  | 1 034 | 1 070 |

| 2018  | 2022  | - | - | - | - | - | - | - |
| ----- | ----- | - | - | - | - | - | - | - |
| 1 158 | 1 155 | - | - | - | - | - | - | - |

## Culture locale et patrimoine

### Lieux et monuments

#### Le château (privé)
Des fortifications du château féodal érigé vers 1198, il ne reste que les épaisses assises situées à plus de 100 m du château. L’emplacement qu’elles occupent porte le nom de « tournelles ». Les murs de la première enceinte du château partaient du lieu-dit les Tournelles, remontaient vers le nord, traversaient le village actuel, continuaient vers l’ouest par le jardin du presbytère, jusqu’à la prairie de la Prébende, traversaient le hameau des Escots, et ils fermaient leur cercle aux Tournelles. Le jardin actuel de la cure se trouve sur une partie des larges fossés creusés au pied de l’enceinte seigneuriale ; ceux-ci encerclaient alors le village tout entier avec sa place et son église.
À la suite des sacs des troupes du duc de Bourbon, Louis II Mitte reconstruit son château ; c’est donc au XVIe siècle que le château de Chevrières semble avoir subi sa plus grande transformation. Ses remparts sont détruits et ses tours rasées. Il fait construire un portail Renaissance, avec de chaque côté deux grosses tours et orné de deux colonnes supportant un cartouche en forme de vaste coquille, où se trouve l’écusson des Mitte de Chevrières ainsi que celui des Miolans.
Il ne reste du château que deux tours féodales et de belles portes Renaissance (en particulier la porte monumentale encadrée de hautes colonnes à chapiteaux). La porte extérieure du château qui conduit de la place du village aux jardins date aussi du XVIe siècle ; ainsi que la porte latérale qui fait communiquer le château avec l’église. Mais les meurtrières qui accompagnent la grande porte d’entrée doivent être un reste d’une porte plus ancienne et du pont-levis qui la protégeait.

#### L’église
À l’origine, l’église est une chapelle seigneuriale édifiée au XIe siècle et dédiée à saint Maurice. Elle possède trois ouvertures : une au sud pour les châtelains, une au nord (du côté de la sacristie) pour le clergé, et une à l’ouest pour les fidèles. Elle se compose aujourd’hui d’une nef et de chapelles converties en bas-côtés au XIXe siècle. L’église de Chevrières fait un tout harmonieux avec l’architecture gothique finissante et l’architecture du début de la Renaissance. À l’extérieur, les bases des contreforts montrent encore des vestiges d’animaux fantastiques.
Il ne reste rien de visible, à part le clocher, de la chapelle seigneuriale édifiée au XIe siècle. Parmi les sept verrières, celle représentant le sacrifice d’Abraham est particulièrement remarquable. À noter, aussi, les sept piscines (niches décorées et destinées à recevoir des objets de culte), typiques des XIVe et XVe siècles, qui ornent les parois. Enfin, de chaque côté des chapelles situées au nord, se trouvent deux figurines grimaçantes sculptées en relief qui se font face et qui semblent nouer un dialogue muet. L’un a oublié la messe qu’il n’entend plus (il a les mains sur les oreilles) et il ne suit plus (il a le coude sur son livre ouvert), les yeux dans le vague, il appuie son autre coude sur un tonnelet vide. L’autre, moqueur, le regarde, semblant prendre l’assistance à témoin.

### Personnalités liées à la commune
- Jacques Mitte de Chevrières (1549-1606), militaire, officier, ambassadeur, né à Chevrières.

### Héraldique
| Blason de Chevrières | Blason  | Parti: au 1er d'azur au lion contourné d'argent, au 2e de gueules au dauphin d'or; au chef d'argent chargé d'un sautoir de gueules et à l'écusson de sinople à la tête de chèvre d'argent brochant. |
| Blason de Chevrières | Détails | Le statut officiel du blason reste à déterminer. |